# Герб Херьедалена
Герб Херьедалена (швед. Härjedalens vapen) — символ исторической провинции (ландскапа)
Херьедален, Швеция. Также используется как элемент герба современного административно-территориального образования лена Емтланд (лен).

## История
Герб провинции известен с XVIII в. Современное оформление получил в 1935 году.

## Описание (блазон)
В серебряном поле чёрный молот с червленым хвостовиком, справа — чёрные клещи рукоятками вниз, слева — два чёрных молоточка с червлеными рукоятками вверх и вниз.

## Содержание
Инструменты олицетворяли развитые в провинции кузнечные промыслы.
Герб ландскапа может увенчиваться герцогской короной.

Герб ландскапа с герцогской короной